# St. Agatha (Dorsten)

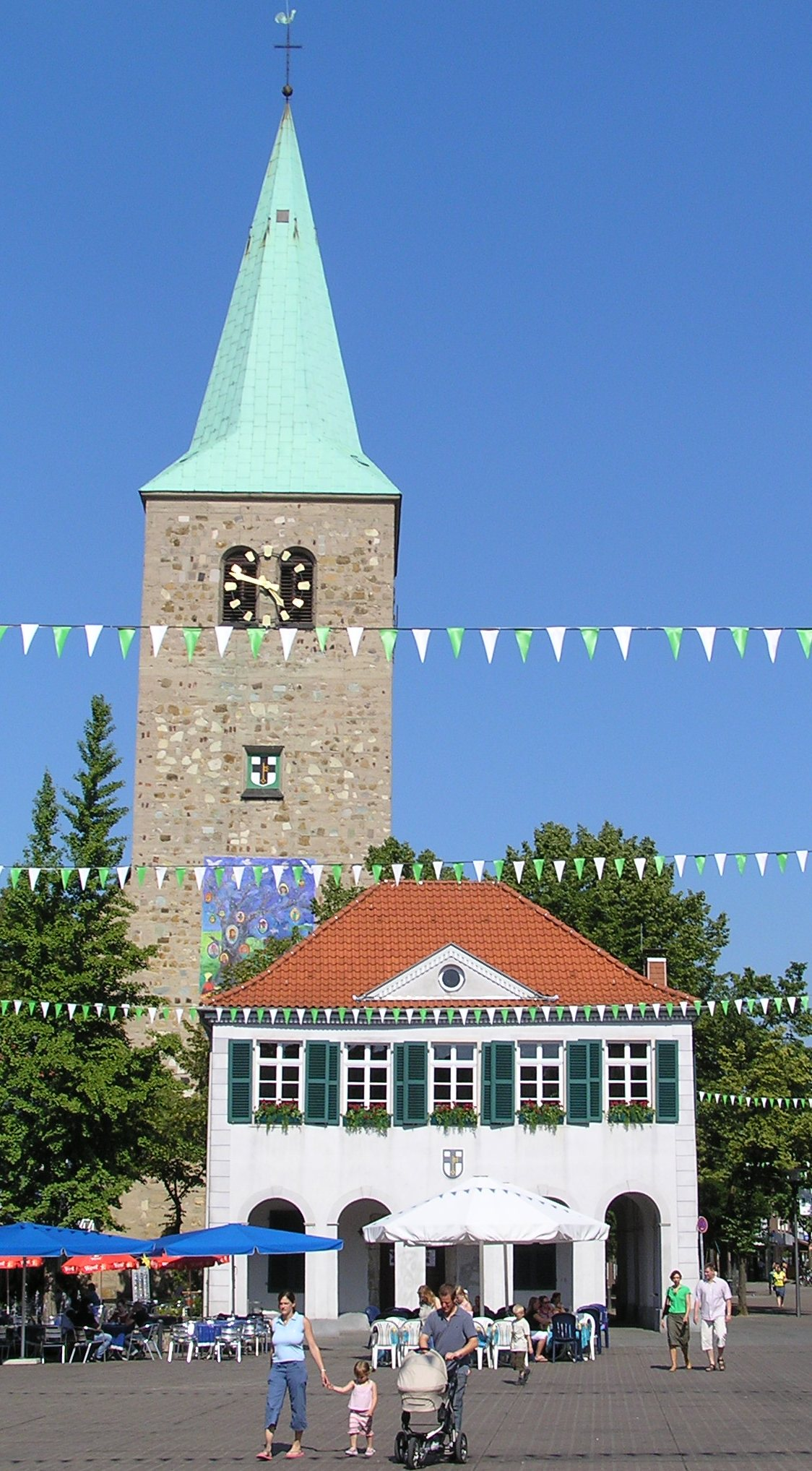
Turm von St. Agatha

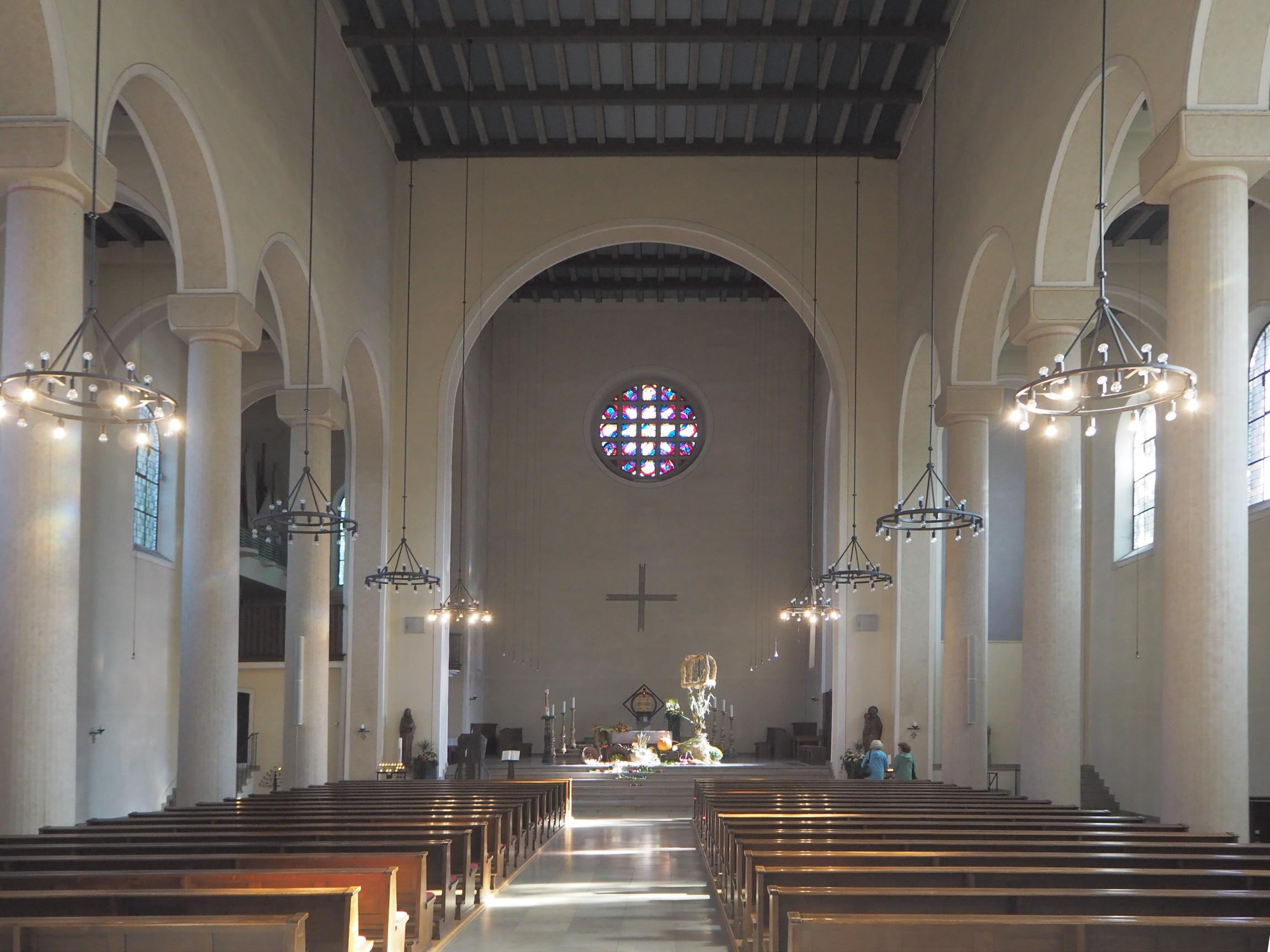
Innenansicht von St. Agatha

Die katholische Pfarrkirche St. Agatha ist ein denkmalgeschütztes Kirchengebäude in Dorsten, einer Stadt im Kreis Recklinghausen in Nordrhein-Westfalen.

## Geschichte und Architektur
Das Gebäude wurde 1952 anstelle der alten zerstörten gotischen Hallenkirche errichtet.
Die erste Kirche in Dorsten wurde im 11. Jahrhundert vom Stift Xanten gegründet, das bis 1721 auch das Recht hatte, die Pfarrstelle zu besetzen. Zunächst gehörte die Kirche(ngemeinde) zum Erzbistum Köln, und erst ab 1821 zum Bistum Münster.
An der Stelle der heutigen Kirche stand bereits ab dem 13. Jahrhundert eine Kirche, die zunächst kreuzförmig erbaut war, und später zu einer gotischen Hallenkirche mit mehreren Anbauten erweitert wurde. Schutzpatron war zunächst Johannes der Täufer, und erst später die Hl. Agatha. Ende des 15. Jahrhunderts wurde die Magdalenenkapelle an die Kirche angebaut. 1719 wurde der Kirchturm bei einem Stadtbrand erheblich beschädigt; bei dem Brand wurden die historischen Glocken zerstört. Sie wurden 1732 durch drei neue, barocke Glocken ersetzt. Am 22. März 1945 wurde die Kirche bei einem Bombenabwurf vollständig zerstört; die Kunstwerke und Kostbarkeiten, die bereits 1943 im Turm gesichert untergebracht waren, wurden ebenso wie das Pfarrarchiv zerstört. 
1946 konnte in der etwa 500 m² großen Maschinenhalle der Zeche Fürst Leopold eine Notkirche eingeweiht werden. Bereits 1945 hatten die Planungen für den Bau eines neuen Gotteshauses begonnen, und der Kölner Architekt Otto Bongartz hatte erste Entwürfe für eine Kirche mit mächtigem Westturm und zwei Seitentürmen im Osten vorgelegt. Sie sollte größer als die zerstörte mittelalterliche Kirche werden, die sich schon vor dem Krieg als zu klein erwiesen hatte. Am 24. September 1951 wurde der Grundstein gelegt, am 7. Juli 1952 wurde die neue Kirche eingeweiht.

## Ausstattung
- Drei Epitaphe vom Anfang des 17. Jahrhunderts
- In der Taufkapelle im Turm der Kirche steht ein zylindrischer, spätromanischer Taufstein aus dem 13. Jahrhundert. Er wurde vermutlich von Steinmetzen der Münsteraner Dombauhütte geschaffen und besteht aus Baumberger Sandstein. Der Taufbrunnen ist von zwei Ornamentfiesen geschmückt:  Weinranken mit Reben entspringen aus dem Maul von Panther- und Löwengesichtern. Auf beiden Friesen befinden sich Dämonenmasken und menschliche Gesichter mit Spitzhut; es handelt sich dabei um Darstellungen von Juden, die seit dem vierten Laterankonzil verpflichtet waren, Spitztüte zu tragen. Der Taufbrunnen zeugt damit von der bereits damals verbreiteten Ausgrenzung und Dämonisierung von Juden. Der Taufbrunnen wurde im März 1945 bei dem Bombenangriff auf Dorsten zerstört; die 80 Einzelteile wurden später wieder zusammengesetzt.[2]
- Vesperbild aus Holz, aus der zweiten Hälfte des 16. Jahrhunderts
- Heiliger Bischof aus Lindenholz mit alter Fassung aus dem 18. Jahrhundert
- Silberne, vergoldete Monstranz mit einigen Figuren und einem architektonischen Aufbau[3]
- Neben der Treppe zur Sakristei befindet sich eine Skulptur der Hl. Agatha aus dem Jahre 1949. Es handelt sich dabei um eines der frühesten Werke der Künstlerin Tisa von der Schulenburg, die als Schwester Paula im Ursulinenkonvent in Dorsten lebte.

### Orgel

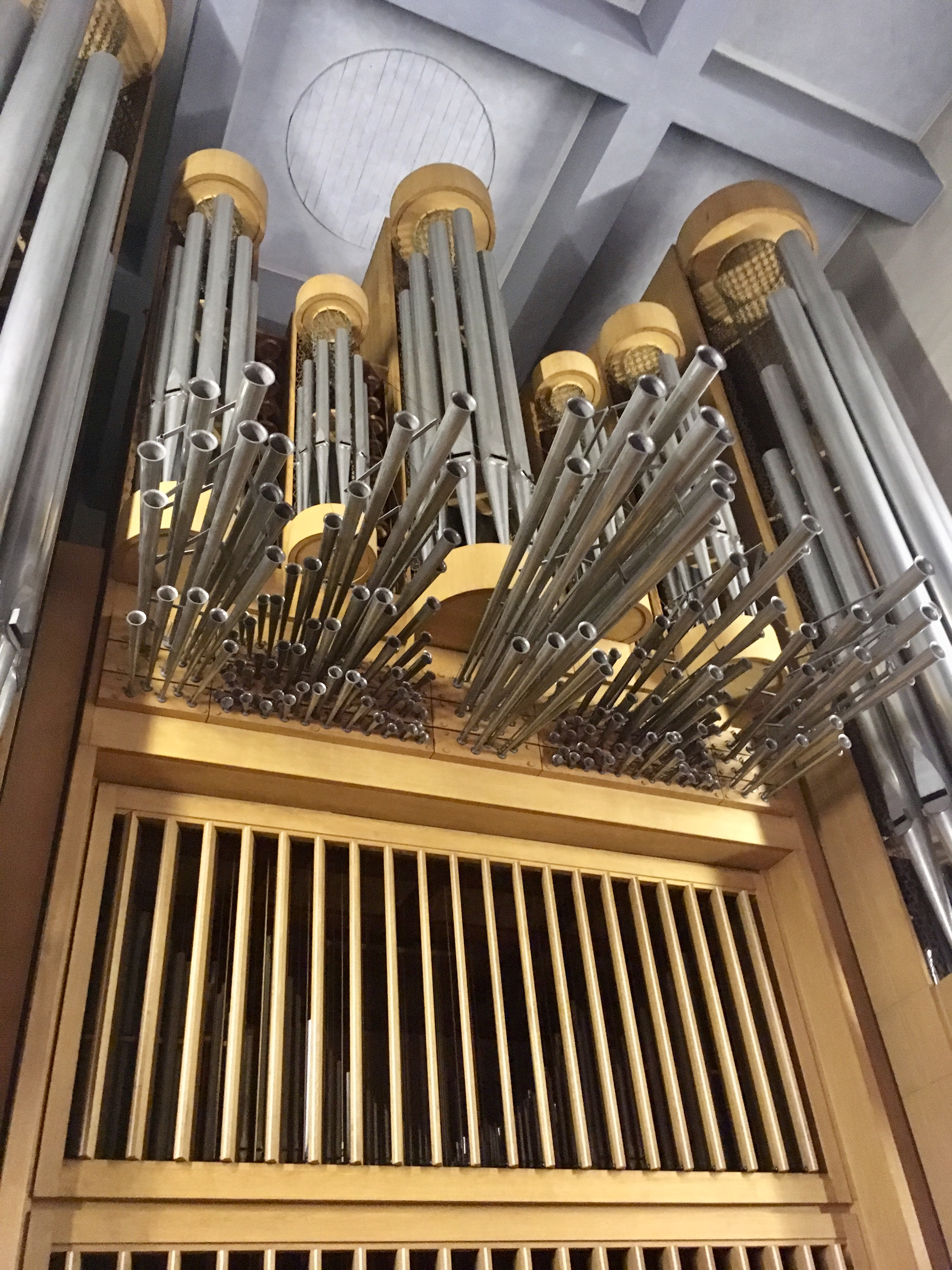
Prospekt der Breil-Orgel St. Agatha

Die Orgel wurde 1982 von der Orgelbaufirma Franz Breil (Dorsten) erbaut. Das Instrument hat 51 Register (3728 Orgelpfeifen), verteilt vier Manualwerke und Pedal, u. a. drei Spanische Trompeten. Das Schwellwerk ist mit zwei Schwelltritten ausgestattet, jeweils für den unteren und den oberen Teil des Werkes.
| I Rückpositiv C–a3 |                  |        |
| 1.                 | Gedackt          | 08′    |
| 2.                 | Praestant        | 04′    |
| 3.                 | Koppelflöte      | 04′    |
| 4.                 | Waldflöte        | 02′    |
| 5.                 | Quinte           | 01 ⁄3′ |
| 6.                 | Sesquialter II 0 | 02 ⁄3′ |
| 7.                 | Scharff IV       | 01′    |
| 8.                 | Fagott           | 16′    |
| 9.                 | Cromorne         | 08′    |
|                    | Tremulant        |        |

| II Hauptwerk C–a3 |               |        |
| 10.               | Rohrflöte     | 16′    |
| 11.               | Prinzipal     | 08′    |
| 12.               | Spillpfeife   | 08′    |
| 13.               | Oktave        | 04′    |
| 14.               | Gedacktflöte0 | 04′    |
| 15.               | Quinte        | 02 ⁄3′ |
| 16.               | Oktave        | 02′    |
| 17.               | Cornett V     | 08′    |
| 18.               | Mixtur V      | 01 ⁄3′ |
| 19.               | Zimbel III    | 01⁄2′  |
| 20.               | Trompete      | 16′    |
| 21.               | Trompete      | 08′    |

| III Schwellwerk C–a3 |                       |         |
| 22.                  | Dulciana              | 16′     |
| 23.                  | Prinzipal             | 08′     |
| 24.                  | Bourdon               | 08′     |
| 25.                  | Viole de Gambe        | 08′     |
| 26.                  | Unda maris            | 08′     |
| 27.                  | Prinzipal italien     | 04′     |
| 28.                  | Flûte traversière     | 04′     |
| 29.                  | Nazard                | 02 ⁄3′  |
| 30.                  | Flageolett            | 02′     |
| 31.                  | Tierce                | 01 3⁄5′ |
| 32.                  | Larigot               | 01 ⁄3′  |
| 33.                  | Sifflet               | 01′     |
| 34.                  | Fourniture V          | 02'     |
| 35.                  | Basson                | 16′     |
| 36.                  | Trompette harmonique0 | 08′     |
| 37.                  | Oboe                  | 08'     |
|                      | Tremulant             |         |

| IV Trompeteria C–a3 |                  |     |
| 38.                 | Trompeta magna0  | 16′ |
| 39.                 | Trompeta real    | 08′ |
| 40.                 | Clarin brillante | 04′ |

| Pedal C–g1 |                |        |
| 41.        | Prinzipalbass  | 16′    |
| 42.        | Subbass        | 16′    |
| 43.        | Oktavbass      | 08′    |
| 44.        | Gemshornbass   | 08′    |
| 45.        | Choralbass     | 04′    |
| 46.        | Nachthorn      | 02′    |
| 47.        | Rauschpfeife V | 02 ⁄3′ |
| 48.        | Bombarde       | 32′    |
| 49.        | Posaune        | 16′    |
| 50.        | Trompetenbass0 | 08′    |
| 51.        | Clairon        | 04'    |

- Koppeln: I/II, III/I, III/II, IV/I, IV/II, IV/III, I/P, II/P, III/P, IV/P
- Spielhilfen: 3.000 Setzerkombinationen. Sequenzer. Zungenabsteller.

### Geläut
Im Turm von St. Agatha hängen 5 Glocken. Zwei Glocken (h° und a') wurden 1963 gegossen, drei Glocken (d', e' und fis') sind barocke Klangkörper aus dem Jahr 1732. Sie waren Ende des Zweiten Weltkrieges zum Einschmelzen nach Lünen abtransportiert worden und konnten 1946 zurückgeholt werden. Diese drei Glocken bilden eines der wenigen noch vollständig erhaltenen barocken Geläute in Westfalen.